# Роздолівка (Лозівський район)
Роздо́лівка — село в Україні, у Близнюківській селищній громаді Лозівського району Харківської області. Населення становить 134 осіб. До 2020 орган місцевого самоврядування — Софіївська сільська рада.

## Географія
Село Роздолівка знаходиться на обох берегах річки Велика Тернівка, є міст. За 2 км знаходиться село Софіївка Перша, за 1 км вище по течії — колишнє село Виселок.

## Історія
Село засноване в 1875 році.
Станом на 1886 рік у селі Рудаївської волості Павлоградського повіту Катеринославської губернії мешкало 390 осіб, налічувалось 70 дворів, існувала лавка.
У період Німецько-радянської війни с. Роздолівка було місцем боїв радянських воїнів з німецько-нацистськими загарбниками. У жовтні 1941 р. радянські воїни вели туту вперті оборонні бої, але нацистам вдалося захопити село. У ході наступальних операцій 1942 року радянські воїни звільнили Роздолівку від гітлерівців і з лютого до травня утримували село у своїх руках. Найбільші запеклі бої проходили на території с. Роздолівки у вересні 1943 року. У ході цих боїв 17 вересня 1943 року радянські воїни остаточно звільнили село від окупантів. Радянські воїни, які загинули в боях при оборонні й визволенні Роздолівки від нацистських окупантів, поховані в братській могилі в центрі села. У могилі поховані 32 радянські воїни, з них відомі прізвища 9-х.
12 червня 2020 року, відповідно до Розпорядження Кабінету Міністрів України № 725-р «Про визначення адміністративних центрів та затвердження територій територіальних громад Харківської області», увійшло до складу Близнюківської селищної громади.
19 липня 2020 року, в результаті адміністративно-територіальної реформи та ліквідації Близнюківського району, увійшло до складу Лозівського району Харківської області.

## Економіка
- В селі є молочно-товарна та свино-товарна ферми.
- Парники.
- Невеликий глиняний кар'єр.